# Krzysztof Oliwa
Krzysztof Oliwa  (né le 12 avril 1973 à Tychy dans la voïvodie de Silésie en Pologne) est un joueur professionnel de hockey sur glace. Il est né sous le nom de Grabowski mais l'a changé à l'âge de 13 ans quand sa mère s'est remariée. Il est le premier Polonais à avoir remporté la Coupe Stanley en 2000 avec les Devils du New Jersey.

## Carrière en club
Il commence sa carrière dans le championnat polonais et au cours d'un match avec l'équipe polonaise junior, on lui glisse l'idée de rejoindre les ligues junior de l'Amérique du Nord. Il quitte ainsi la Pologne à l'âge de 19 ans et après un an en ligue junior, il est choisi lors du repêchage d'entrée dans la Ligue nationale de hockey par les Devils du New Jersey en tant que 65e choix (troisième tour).
Il fait ses débuts dans les ligues mineures (Ligue américaine de hockey, ECHL et Ligue internationale de hockey) avant de rejoindre la LNH en 1996. Il passe la saison 1996-1997 avec les River Rats d'Albany associés aux Devils mais joue un match le 9 mars contre les Sabres de Buffalo. Lors de sa première présence sur la glace, il se bat contre Bob Boughner.
Il quitte les Devils après leur conquête de la Coupe Stanley en 2000 pour rejoindre les Blue Jackets de Columbus mais y joue moins d'une saison. Il rejoint en cours de saison les Penguins de Pittsburgh mais manque la majeure partie de la saison à la suite d'une blessure au bras subie contre les Red Wings de Détroit. Après une saison sous le maillot des Penguins, il rejoint les Rangers de New York puis les Bruins de Boston au cours de la saison 2002-2003.
En 2003-2004, il joue pour les Flames de Calgary et il est le joueur de la LNH à avoir participé au plus grand nombre de combats au cours de la saison (31 combats).
Lors du lock-out 2004-2005 de la LNH, il retourne jouer dans son pays natal pour l'équipe de Podhale Nowy Targ. Il est censé jouer sa dernière saison professionnelle en 2005-2006 avec les Devils mais ne joue que trois matchs avant d'être envoyé par les Devils dans leur équipe réserve. Il préfère ne pas se présenter et officialise sa retraite à la fin de la saison.
Le 26 juin, il est nommé manager de la fédération polonaise de hockey sur glace.

## Statistiques
Pour les significations des abréviations, voir Statistiques du hockey sur glace.
| Saison     | Équipe                   | Ligue           |     | Saison régulière | Saison régulière | Saison régulière | Saison régulière | Saison régulière |   | Séries éliminatoires | Séries éliminatoires | Séries éliminatoires | Séries éliminatoires | Séries éliminatoires |
| Saison     | Équipe                   | Ligue           | PJ  | B                | A                | Pts              | Pun              | PJ               | B | A                    | Pts                  | Pun                  |                      |                      |
| 1990-1991  | GKS Katowice             | Ekstraklasa Jr. | 5   | 4                | 4                | 8                | 10               | -                | - | -                    | -                    | -                    |                      |                      |
| 1991-1992  | GKS Tychy                | Ekstraklasa     | 10  | 3                | 7                | 10               | 6                | -                | - | -                    | -                    | -                    |                      |                      |
| 1992-1993  | Cougars de Welland       | OJHL-B          | 30  | 13               | 21               | 34               | 127              | -                | - | -                    | -                    | -                    |                      |                      |
| 1993-1994  | IceCaps de Raleigh       | ECHL            | 15  | 0                | 2                | 2                | 65               | 9                | 0 | 0                    | 0                    | 35                   |                      |                      |
| 1993-1994  | River Rats d'Albany      | LAH             | 33  | 2                | 4                | 6                | 151              | -                | - | -                    | -                    | -                    |                      |                      |
| 1994-1995  | Icecaps de Raleigh       | ECHL            | 5   | 0                | 2                | 2                | 32               | -                | - | -                    | -                    | -                    |                      |                      |
| 1994-1995  | Vipers de Detroit        | LIH             | 4   | 0                | 1                | 1                | 24               | -                | - | -                    | -                    | -                    |                      |                      |
| 1994-1995  | River Rats d'Albany      | LAH             | 20  | 1                | 1                | 2                | 77               | -                | - | -                    | -                    | -                    |                      |                      |
| 1994-1995  | Flames de Saint-Jean     | LAH             | 14  | 1                | 4                | 5                | 79               | -                | - | -                    | -                    | -                    |                      |                      |
| 1995-1996  | Raleigh Icecaps          | ECHL            | 9   | 1                | 0                | 1                | 53               | -                | - | -                    | -                    | -                    |                      |                      |
| 1995-1996  | Icecaps de Raleigh       | LAH             | 51  | 5                | 11               | 16               | 217              | -                | - | -                    | -                    | -                    |                      |                      |
| 1996-1997  | River Rats d'Albany      | LAH             | 60  | 13               | 14               | 27               | 322              | 15               | 7 | 1                    | 8                    | 49                   |                      |                      |
| 1996-1997  | Devils du New Jersey     | LNH             | 1   | 0                | 0                | 0                | 5                | -                | - | -                    | -                    | -                    |                      |                      |
| 1997-1998  | Devils du New Jersey     | LNH             | 73  | 2                | 3                | 5                | 295              | 6                | 0 | 0                    | 0                    | 23                   |                      |                      |
| 1998-1999  | Devils du New Jersey     | LNH             | 64  | 5                | 7                | 12               | 240              | 1                | 0 | 0                    | 0                    | 2                    |                      |                      |
| 1999-2000  | Devils du New Jersey     | LNH             | 69  | 6                | 10               | 16               | 184              | -                | - | -                    | -                    | -                    |                      |                      |
| 2000-2001  | Blue Jackets de Columbus | LNH             | 10  | 0                | 2                | 2                | 34               | -                | - | -                    | -                    | -                    |                      |                      |
| 2000-2001  | Penguins de Pittsburgh   | LNH             | 26  | 1                | 2                | 3                | 131              | 5                | 0 | 0                    | 0                    | 16                   |                      |                      |
| 2001-2002  | Penguins de Pittsburgh   | LNH             | 57  | 0                | 2                | 2                | 150              | -                | - | -                    | -                    | -                    |                      |                      |
| 2002-2003  | Wolf Pack de Hartford    | LAH             | 15  | 0                | 1                | 1                | 30               | -                | - | -                    | -                    | -                    |                      |                      |
| 2002-2003  | Rangers de New York      | LNH             | 9   | 0                | 0                | 0                | 51               | -                | - | -                    | -                    | -                    |                      |                      |
| 2002-2003  | Bruins de Boston         | LNH             | 33  | 0                | 0                | 0                | 110              | -                | - | -                    | -                    | -                    |                      |                      |
| 2003-2004  | Flames de Calgary        | LNH             | 65  | 3                | 2                | 5                | 247              | 20               | 2 | 0                    | 2                    | 6                    |                      |                      |
| 2004-05    | Podhale Nowy Targ        | Ekstraklasa     | -   | -                | -                | -                | -                | 1                | 0 | 0                    | 0                    | 12                   |                      |                      |
| 2005-2006  | Devils du New Jersey     | LNH             | 3   | 0                | 0                | 0                | 0                | -                | - | -                    | -                    | -                    |                      |                      |
| Totaux LNH | Totaux LNH               | Totaux LNH      | 410 | 17               | 28               | 45               | 1 447            | 32               | 2 | 0                    | 2                    | 47                   |                      |                      |

## Carrière internationale
Il représente la Pologne lors du championnat du monde junior en 1992 (championnat B) ainsi que l'équipe sénior lors du championnat du monde 2002 (la Pologne finit à la quatorzième place).